# Radohova vas
Za zaselek, istoimensko nekdanjo samostojno vas glej Pivka.
Radohova vas je naselje v Občini Ivančna Gorica.